# Terremoto simulato

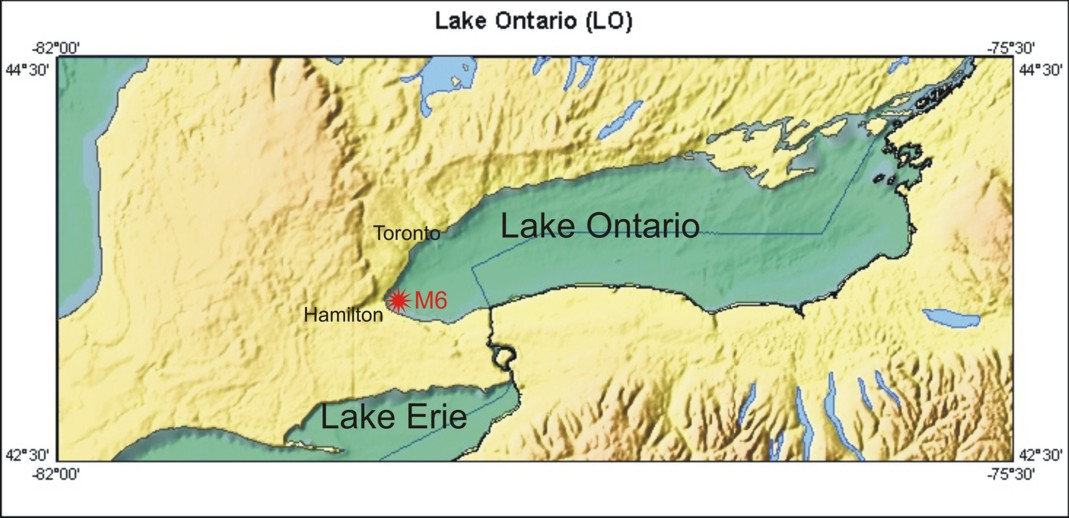
Ragionevole RLE per la zona di Toronto

In sismologia con terremoto simulato o simulazione di terremoto o simulazione sismica s'intende uno strumento di pianificazione atto a determinare le risposte di un'emergenza appropriata o di sistemi di sicurezza per edifici presenti in un'area a rischio sismico. Vengono usati i fondamenti degli studi sul pericolo sismico, di solito basati su un terremoto stabilito su una specifica faglia, molto più probabile vicino un'area ad alta densità di popolazione. La maggior parte delle simulazioni si relazionano direttamente al rischio sismico urbano e al rischio sismico in generale.

## Descrizione
Alcune simulazioni di terremoto seguono alcune delle più recenti metodologie dell'industria nucleare, vale a dire una "Valutazione del Margine Sismico" (Seismic Margin Assessment, SMA) . Nel processo, un "Terremoto di Livello di Revisione" (Review Level Earthquake, RLE), scelto per mettere in dubbio il sistema, ha una ragionevole probabilità e non è totalmente schiacciante.
Negli Stati Uniti le simulazioni sono state sviluppate per Seattle , New York , e molte delle faglie in California. In generale, le aree ad ovest delle Montagne Rocciose usano terremoti urbani simulati di grado M7 del (momento di magnitudo), e città dell'est si riferiscono a un grado di magnitudo M6. Entrambi i tipi di terremoti hanno grosso modo una eguale possibilità che possano verificarsi nelle loro rispettive aree , ed entrambi causerebbero uguale distruzione .  
Alcune città dell'ovest non hanno una simulazione di terremoto. Per esempio la più grande area di Toronto in Ontario, Canada ha una sismicità locale  presumibilmente per una magnitudo di circa M6 come la maggior parte delle zone sismiche moderate dell'"America del Nord-Ovest" (ENA), incluso New York. Come si vede sulla mappa, la RLE sarebbero di grado M6 localizzate nell'estremo ovest del Lago Ontario. Si sarebbe sospettato che il danno seguirebbe la simulazione di terremoto di New York, con danni estesi alle linee di comunicazione ed edifici in mattoni costruiti su terreno soffice .